# Lucky Marinescu
Lucreția „Lucky” Marinescu (n. 12 iulie 1934, Cahul, România, azi în Republica Moldova - d. 10 ianuarie 2018) a fost o interpretă de muzică ușoară și moderatoare TV din România. Interpreta a fost, ani de-a rândul, parteneră de scenă pentru Cornel Constantiniu, Aurelian Andreescu și Dan Spătaru, fiind una dintre cele mai apreciate cântărețe de muzică ușoară ale epocii.

## Biografie
În anul 1940 s-a stabilit cu familia la Cluj și a început studiile la Liceul Sfânta Tereza.
A debutat la 17 ani.
A urmat cursurile Conservatorului „Gheorghe Dima”, secția canto, după care a lucrat la Teatrul de Operetă, și mai apoi la Teatrul „Constantin Tănase” din București (1959), unde a debutat în "Călătorie pe note", dirijat de Sergiu Malagamba.
În același an (1959) s-a căsătorit cu compozitorul Petre Mihăescu, dar a divorțat în anul următor deoarece soțul i-a impus să facă un copil.
S-a căsătorit a doua oară, cu Nicolae Goliceanu, consilier de la Camera de Comerț Exterior, și a avut un copil - Laurențiu (1964).
În 1968 a plecat în turneu împreună cu artistul de comedie Mircea Crișan și colectivul Teatrului "Constantin Tanase", la invitația directorului celebrei Săli Olympia din Paris. Nu a mai revenit în țară. Din dragoste pentru fiul ei, a încercat să-l răpească din țară cu ajutorul unui prieten. A fost prinsă la vama Giurgiu. A fost închisă circa 6 săptămâni la închisoarea de pe Calea Plevnei. După ce a intervenit și postul de radio Europa Liberă, Nicolae Ceaușescu a dispus eliberarea ei, pe 25 aprilie 1969. După o căsnicie de 6 ani, Lucky Marinescu a divorțat de Nicolae Goliceanu și s-a angajat la Nord Hotel, pentru a obține custodia copilului. A rămas în țară și apoi a beneficiat de alte plecări în turnee în străinătate. În 1985, cu ocazia acestor turnee, l-a cunoscut pe Constantin Barbu, colonel în armata americană, cu care s-a căsătorit. 11 ani mai târziu (1996) se reîntoarce în România, împreună cu soțul său. Cel de al treilea soț a decedat în 2003, la vârsta de 70 de ani. În ultimii ani, Lucky Marinescu a condus "Clubul Pensionarilor fără vârstă" din complexul Inter-Macedonia, dedicându-se ajutorării acestei categorii sociale.
Din anul 2006 s-a lansat în activități de moderatoare la DDTV – “Show Lucky”, emisiune în direct, în fiecare sâmbătă seara, alături de scriitoarea Rodica Elena Lupu.
Fiul său, Lawrence Marinescu, s-a stabilit în Statele Unite.

## Activitatea muzicală
Prima melodie interpretată a fost "5 minute", text Lucky Marinescu după o melodie rusească.
A fost angajată la Teatrul „Savoy” din București în anul 1954 și și-a făcut debutul în spectacolul „Magazinul de stat”, cu Nicolae Stroe și Zizi Șerban.
A participat la toate premierele teatrului alături Nicolae Stroe, Mircea Crișan, Zizi Șerban, Ovid Teodorescu, Nicolae Nițescu, Luigi Ionescu, Dorina Drăghici, ș.a.
Între anii 1972 și 1973, Lucky Marinescu a făcut parte din echipa artistică a Teatrului „Ion Vasilescu” din București cu care făcea turnee în Europa. A cântat pe scena Olympia din Paris și la Teatrul de Revisă Bobino, Montparnasse, Paris.
Piesa „Replici” compusă de Laurențiu Profeta pe care o cânta în duet cu Cornel Constantiniu a fost un hit național, ca și "Ce-ți doresc eu ție dulce Românie". În 2008 lansa CD-urile: "Cuvinte de iubire", (Eurostar Studio) și "Nu mă uita, Lucky", în cadrul Târgului Internațional de Carte și Muzică, Brașov.
A participat de 14 ori la "Stelele muzicii ușoare" din URSS. 
- 2002 - Diploma de Onoare în cadrul Galei Muzicii Ușoare Românești „O zi printre stele” a Ministerului Culturii și Cultelor
- 2008 - Discul de Aur, pentru merite deosebite și pentru promovarea muzicii populare

## Înregistrări audio-video
- Interviu cu Lucky Marinescu, la emisiunea "Maeștri", Lenormanda Florentiu, Vrancea Atlas TV.
- Lucky Marinescu la emisiunea "Fan Total Estival - Vedetele și fanii lor", tvRM Cultural (1), moderator Narcisa Tcaciuc, 2009.
- Lucky Marinescu la emisiunea "Fan Total Estival - Vedetele și fanii lor", tvRM Educațional (2), moderator Narcisa Tcaciuc, decembrie 2009.
- Lucky Marinescu la emisiunea "Fan Total Estival - Vedetele și fanii lor", Lansare de carte, tvRM Educațional (3), moderator Narcisa Tcaciuc, 2010.
- Lucky Marinescu - Youtube, listă de melodii (78).
- Lucky Marinescu - Youtube, listă de melodii (26).

### Piese din repertoriu
- Laurențiu Profeta: „Replici”,
- Nicolae Kirculescu: „Așa începe dragostea”
- Temistocle Popa: „Până una alta”
- Vasile Veselovschi: „Cât e lună, cât e soare”
- Ileana Toader: "Cireșii de la noi"
- Sile Dinicu: "Nu știu ce să cred?"
- Ileana Toader: "Ce-ți doresc eu ție, dulce Românie" (M. Eminescu)
- Aurel Giroveanu: "Adio triste poezii"
- Richard Bartzer: "Ai uitat să vii la întâlnire"

#### Repertoriul internațional
- "Curcubeu", text: Harry Negrin
- "Mama" , text: Flavia Buref
- "Mama mia", text: Lucky Marinescu
- "Parole, parole" („Cuvinte, cuvinte”), cu actorul Silviu Stănculescu; text: Harry Negrin

## Albume
- 1999 – „Melodii de neuitat"
- 2000 – „Cele mai frumoase melodii"
- 2003 – „Cântec drag”
- 2008 - "Nu mă uita, Lucky"
- 2008 - "Cuvinte de iubire"